# Мухино (Красногорський район)
Му́хино (рос. Мухино) — присілок в Красногорському районі Удмуртії, Росія.

## Населення
Населення — 84 особи (2010; 133 в 2002).
Національний склад станом на 2002 рік:
- росіяни — 87 %